# Повстання у Кванджу
35°10′00″ пн. ш. 126°55′00″ сх. д. / 35.166666666667° пн. ш. 126.91666666667° сх. д.
Повстання у Кванджу (кор. 광주 민주화 운동) — акції протесту в місті Кванджу, Південна Корея, що відбувались від 18 до 27 травня 1980 року, жорстоко придушені урядовими силами.

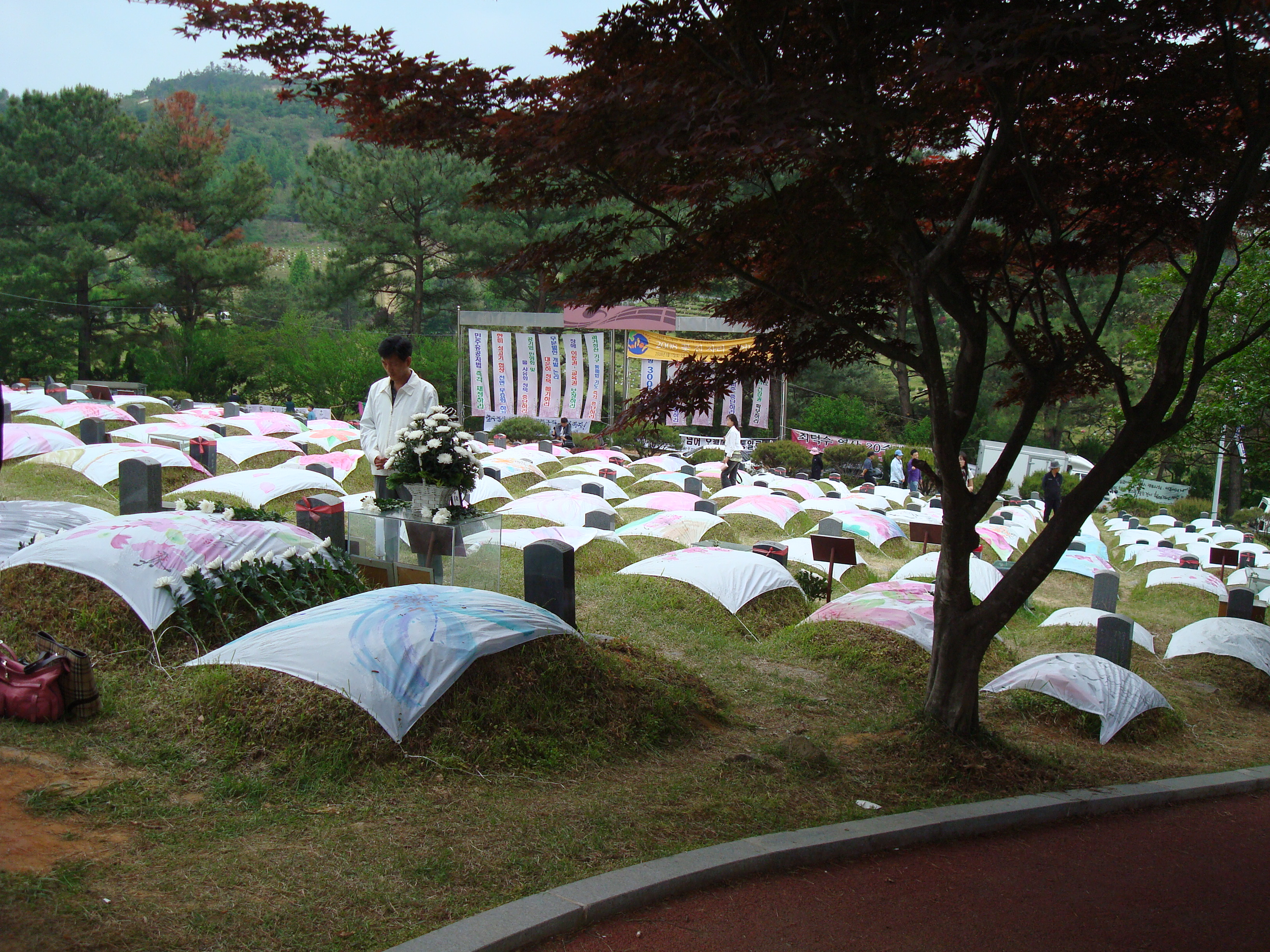
Меморіал з могилами загиблих під час протестів у Кванджу

За часів правління Чон Ду Хвана інцидент у Кванджу офіційно розглядався як прокомуністичний заколот. Однак після його виходу у відставку з посту президента 1988 року повстання почали розглядати як спробу встановлення демократії. Держава вибачилась за жорстоке придушення заворушень, а для жертв інциденту було споруджено спеціальне кладовище.
Існують різні оцінки числа жертв повстання. Офіційне розслідування уряду Південної Кореї наводило такі цифри: 207 осіб убитими. До того ж вони виявили 987 «інших втрат», що включали серйозно поранених. Однак у звіті британської компанії BBC йдеться, що ті цифри занижено.

## Перебіг подій
Після путчу 12 грудня 1979 року в Сеулі генерал Чон Ду Хван 17 травня 1980 року оголосив воєнний стан у країні з метою придушення студентських заворушень. Наступного дня студенти міста Кванджу провели демонстрацію біля воріт Національного університету Чоннам проти рішення про його закриття. Університет заблокували армійські частини, і студенти вирушили до центра міста, де їх зустріли збройні урядові формування. Було застосовано вогнепальну зброю, що спричинило смерть кількох учасників ходи.
20 травня на знак помсти протестувальники спалили будівлю представництва телерадіокомпанії MBC, яка, на їх думку, неправильно висвітлила причини студентських протестів. До 21 травня до студентського руху долучились близько 300 тисяч осіб, які виступали проти диктаторського військового режиму в країні. Військові склади та поліцейські дільниці було захоплено, і повстанцям удалось відтіснити армійські підрозділи. Кванджу поспіхом заблокувала регулярна армія. В самому місті було сформовано новий уряд для забезпечення порядку та перемовин з центральним урядом.
27 травня армійські частини у складі п'яти дивізій за підтримки авіації вдерлись до центру міста й лише за 90 хвилин захопили його. За населення міста в 740 тисяч осіб чисельність солдат перевищила 20 тисяч. Загинули кілька сотень осіб з мирного населення.

## У мистецтві
Повстання відображено в корейських художніх фільмах та серіалах:
- «Пісочний годинник»[en] (серіал, 1995)
- «Пелюстка»[en] (1996)
- «М'ятна цукерка» (1999)
- Старий сад (2006)
- «18 травня»[en] / Чудова відпустка (2007)
- «26 років»[en] (2012)
- «Адвокат»[en] (2013)
- «Таксист» (2017)
- Екскаватор (2017)
- Пісня тих, хто пішов (2018)
- Бункер Пак Чон Хі (2019)
- «Національна безпека 1985»[en] (2012)
- «Травнева юність» (серіал, 2021)

У корейських музичних відео та піснях:
- SPEED — «That's my Fault» (частина 1)
- SPEED — «It's Over» (частина 2)
- 낙션 (Naksyeon) — 518—062
- BTS — «Ma City»